# Chris LiPuma
Christopher Paul „Chris“ LiPuma (* 23. März 1971 in Chicago, Illinois) ist ein ehemaliger US-amerikanischer Eishockeyspieler und -trainer, der im Verlauf seiner aktiven Karriere zwischen 1988 und 2003 unter anderem 437 Spiele in der International Hockey League (IHL) auf der Position des Verteidigers bestritten hat. Zudem absolvierte LiPuma weitere 72 Partien für die Tampa Bay Lightning und San Jose Sharks in der National Hockey League (NHL). Sein größter Karriereerfolg waren der zweimalige Gewinn des Turner Cups der IHL in den Jahren 1994 mit den Atlanta Knights und sechs Jahre später mit den Chicago Wolves.

## Karriere
LiPuma spielte zunächst vier Jahre von 1988 bis 1992 in der Ontario Hockey League (OHL) bei den Kitchener Rangers, mit denen er in der Saison 1989/90 am Memorial Cup teilnahm.
Ungedraftet wechselte der Verteidiger zur Spielzeit 1992/93 in den Profibereich, nachdem er als Free Agent einen Vertrag bei den neu gegründeten Tampa Bay Lightning unterschrieben hatte. Diesen blieb der US-Amerikaner vier Jahre lang treu und spielte in jeder Saison sowohl in der National Hockey League (NHL) bei den Lightning als auch in deren Farmteam, den Atlanta Knights, aus der International Hockey League (IHL). Mit den Knights konnte er am Ende des Spieljahres 1993/94 den Gewinn des Turner Cups, der Meistertrophäe der IHL, feiern. Im Sommer 1996 verließ LiPuma das Franchise Tampas und unterzeichnete als Free Agent einen Vertrag bei den San Jose Sharks, wo er bis zum März 1997, als er von der Waiver-Liste von den New Jersey Devils ausgewählt wurde, ebenfalls in der NHL und im Farmteam bei den Kentucky Thoroughblades in der American Hockey League (AHL) zum Einsatz kam.
Nach dem Wechsel zu den New Jersey Devils kam LiPuma zu keinen weiteren NHL-Einsätzen, nachdem er für Tampa und San Jose insgesamt 72 Spiele bestritten hatte. In der Folge spielte er ausschließlich in den Minor-League-Farmteams der NHL-Klubs für die Orlando Solar Bears, San Antonio Dragons und Chicago Wolves. Weitere Stationen waren die Baton Rouge Kingfish in der East Coast Hockey League (ECHL) und die Orlando Seals, bei denen er in der Atlantic Coast Hockey League (ACHL) und World Hockey Association 2 (WHA2) als Spielertrainer aktiv war und nach der Saison 2003/04 seine Karriere im Alter von 33 Jahren beendete.

## Erfolge und Auszeichnungen
- 1994 Turner-Cup-Gewinn mit den Atlanta Knights
- 2000 Turner-Cup-Gewinn mit den Chicago Wolves
- 2003 ACHL-Meister mit den Orlando Seals

## Karrierestatistik
(Legende zur Spielerstatistik: Sp oder GP = absolvierte Spiele; T oder G = erzielte Tore; V oder A = erzielte Assists; Pkt oder Pts = erzielte Scorerpunkte; SM oder PIM = erhaltene Strafminuten; +/− = Plus/Minus-Bilanz; PP = erzielte Überzahltore; SH = erzielte Unterzahltore; GW = erzielte Siegtore; 1 Play-downs/Relegation; Kursiv: Statistik nicht vollständig)